# Euparyphus nebulosus
Euparyphus nebulosus är en tvåvingeart som beskrevs av James 1973. Euparyphus nebulosus ingår i släktet Euparyphus och familjen vapenflugor. Inga underarter finns listade i Catalogue of Life.